# Didineis
Didineis (лат.) — род песочных ос из подсемейства Bembicinae (триба Alyssontini).

## Распространение
Повсеместно, кроме Австралии. Палеарктика (15 видов). В Европе около 6 видов. Для СССР указывалось около 13 видов, в России — 8 видов.

## Описание
Мелкие стройные осы (4—8 мм). Грудь и брюшко полностью чёрные. Конечности красноватые. Гнездятся в земле. Ловят мелких цикадок.

## Систематика
Около 30 рецентных видов. Относится к трибе Alyssontini Dalla Torre, 1897.

### Виды Европы
- Didineis clavimana Gussakovskij, 1937
- Didineis crassicornis Handlirsch, 1888
- Didineis hispanica Guichard, 1990
- Didineis lunicornis (Fabricius, 1798)
- Didineis pannonica Handlirsch, 1888
- Didineis wuestneii Handlirsch, 1888
- Другие виды